# Callogryllus curtipennis
Callogryllus curtipennis är en insektsart som beskrevs av Lucien Chopard 1969. Callogryllus curtipennis ingår i släktet Callogryllus och familjen syrsor. Inga underarter finns listade i Catalogue of Life.